# Слудка (Горноуральський міський округ)
Слу́дка (рос. Слудка) — присілок у складі Горноуральського міського округу Свердловської області.
Населення — 25 осіб (2010, 30 у 2002).
Національний склад станом на 2002 рік: росіяни — 87 %.